# شعبة الاشول الجنوبي (عبس)
شعبة الاشول الجنوبي هي إحدى قرى عزلة بني عضابي بمديرية عبس التابعة لمحافظة حجة، بلغ تعداد سكانها 535 نسمة حسب تعداد اليمن لعام 2004.